# Batalla de Burjassot
La batalla de Burjassot o Acció del Pla del Pou fou un dels episodis de la primera guerra carlina.

## Antecedents
En el front d'Aragó i el Maestrat, l'execució del líder carlí Manuel Carnicer va ocasionar que Ramon Cabrera n'assumira el comandament. A la primavera de 1836, el militar tortosí ja comandava 6.000 hòmens i 250 cavalls que operaven a l'entorn de Cantavella, la qual va ser fortificada i es va convertir en el centre d'operacions, amb una presó, fàbrica d'artilleria i dos hospitals.
Cabrera es va afegir a l'Expedició Gómez per a intentar prendre Madrid, deixant afeblit el Maestrat, i una vegada superat el període de paralització de l'exèrcit causat pel Motí de la Granja de San Ildefonso, Evaristo San Miguel va ser nomenat comandant de l'exèrcit del Centre.
Cantavella, en absència de Cabrera, estava defesa en aquell moment pel governador militar carlista Magí Miquel, que comptava només amb un batalló, una patrulla i la Companyia d'Artillería. I a pesar dels esforços de José María Arévalo, Evaristo San Miguel, Cantavella fou presa el 31 d'octubre de 1836. Els 200 defensors, en clara inferioritat numèrica, quan va començar el foc d'artilleria es van refugiar en el fort exterior, i d'allà van intentar fugir pels barrancs per a reunir-se amb la força de socors, però foren abatuts per les tropes lliberals, i els presoners van obrir les portes de la ciutat als seus alliberadors.
Privats els carlins del Maestrat de la seua capital i fàbrica d'artilleria, Arévalo s'enfrontà a nombroses desercions fins que el 9 de gener de 1837 Ramon Cabrera, encara convalescent les ferides, es presentà a Rubielos de Mora, va recompondre les tropes i la moral i llançà un atac sobre les hortes de Castelló. El 21 de gener van derrotar Emilio Borso di Carminati en la batalla de Torreblanca, en la qual Cabrera fou ferit de nou, i Llangostera i Forcadell derrotaren una columna lliberal el 16 de febrer a Bunyol.
Estant Cabrera a Xiva el 23 de març, i coneixedor de l'estada de la columna cristina de Manuel de Soria a Llíria, que componien els supervivents 800 de la batalla de Bunyol, va ordenar Llangostera atacar la riba del Túria com a distracció per atacar els lliberals, que van eixir el 29 de març per a defendre la capital.

## Batalla
L'avançada carlina va atacar la columna a l'eixida de Burjassot, en el Pla del Pou, i els lliberals van córrer a refugiar-se a Burjassot, moment en què el gros dels carlins, dirigits per Ramon Cabrera van eixir al seu encontre, encerclant-los i fent presoners tots els membres de la infanteria, mentres que l'escassa cavalleria va poder fugir.

## Conseqüències
El cúmul de derrotes cristines va causar la substitució d'Evaristo San Miguel per Marcelino de Oraá Lecumberri com a comandant de l'exèrcit del Centre.
Cantavella fou recuperada per Juan Cabañero y Esponera en 24 d'abril de 1837, quan la seua guarnició es va rendir, i poc després prengué Sant Mateu. Una vegada capturada Morella pels carlins en gener de 1838, com que estava completament emmurallada, es va convertir en la capital carlina i allà es van traslladar les instal·lacions de Cantavella.